# Пашковський Євген Володимирович
Євге́н Володи́мирович Пашко́вський (19 листопада 1962,  станція Разіне, Романівський район, Житомирська область) — український письменник, лауреат Шевченківської премії 2001 року. Належить до так званої «Житомирської літературної школи».

## Біографія
Навчався у Київському індустріальному технікумі.
З 1980 р. працював на різних роботах: монтажником на будовах Києва, підземним кріпильником шахти «Прогрес» ВО «Торезантрацит» на Донбасі, бетонувальником 6-го розряду на підземних роботах тунельного загону № 4 «Київметробуду», асфальтувальником 3-го розряду ДБУ № 1.
1984 — вступив до Київського державного педагогічного інституту (тепер — Національний педагогічний університет імені Михайла Драгоманова), але після 3-го курсу перевівся на заочне відділення, покинув навчання і подався у мандри.
1987–1990 — об'їздив і обійшов пішки Ростовщину, Ставропілля, Краснодарський край, Північний Кавказ, Башкортостан, Урал. Працював виїзним фотографом Родіоново-Нєсвєтаєвського РВУ Ростовської області.
1992 р. — оглядач газети «Так» університету «Києво-Могилянська академія», потім на творчій роботі, голова комісії з видавничих проектів Національної Спілки письменників України. Потім — голова правління «Шевченківського фонду XXI ст».
Лауреат літературних премій Фундації доктора Михайла Дем'яніва «Свобода і мир для України» за 1993 р. (за романи «Вовча зоря», «Свято» і «Безодня»), імені Є.Бачинського «У свічаді слова» за 1996 р. (за роман «Осінь для ангела») та Національної премії ім. Т.Шевченка за 2001 р. (за роман-есей «Щоденний жезл»). Став наймолодшим літератором — лауреатом національної премії.
Член Національної Спілки письменників України і ПЕН-клубу (з 1993 р.).
Заступник головного редактора журналу «Неопалима купина».
Живе у рідному селі Разіне на Житомирщині. У жовтні 2023 року композитор Володимир Гронський повідомив, що Євген Пашковський тяжко хворий та потребує коштів на лікування, оскільки єдине джерело його доходу за останні 15 років — мед з власної пасіки.

## Творчість
Євген Пашковський — автор книг прози: роману в новелах «Вовча зоря» (К.: Молодь, 1991), роману-есе «Щоденний жезл» (К.: Ґенеза, 1999), романів «Свято» (Дніпро. — 1989. — Ч.9, 10) й «Осінь для ангела» (1993) «Безодня» (Львів.: Піраміда, 2005) та багатьох есе.
Роман «Свято» надрукований в журналі «Дніпро» (1989 № 9,10), роман «Безодня» у журналі «Сучасність» (1992. — Ч.5, 6), а роман-есей «Щоденний жезл» — у журналі «[Кур'єр Кривбасу]» (1998. — Ч.99-101; 1999. — Ч.114-116). Роман «Осінь для ангела» спочатку друкувався в уривках у журналах «Основа» (1993. — Ч.(1)23), «Україна» (1993. — Ч.9), «Українські проблеми» (1994. — Ч.2), «Кур'єр Кривбасу» (1994. — Ч.13; 1999. — Ч.119-121), газетах «Слово» (1992. — Ч.20-21) та «Просвіта» (1994. — Вип.13), вийшов повністю в "Українських проблемах (2000. — Ч.20; 2001. — Ч.21, 22), окремою книгою тиражем у 2 примірники, (Асоціація «Нова література»,К.:2006). Уривки з «Щоденного жезла» були вміщені у часописах «Світо-вид» (1998. — Ч.1-2; 1999. — Ч.1) та «Основа» (1997. — Ч.32(10)). Оповідання Євгена надруковані в журналах «Україна» (1989. — Ч.5), «Прапор» (1990. — Ч.2), «Авжеж!» (1990. — Ч.1; 1991. — Ч.4), «Київ» (1991. — Ч.10), «Світо-вид» (1991. — Ч.2; 1992. — Ч.1), «Золоті ворота» (1991. — Ч.1) та ін.
Есеї: «Слово й самотність»(Літературна Україна 2001.19 липня с.3), «Служіння любові», (журнал «Київ» 2005 ч.4), «Одвічна Дорога» (журнал «Неопалима Купина» — 2006. — ч.5/6), «Крижана правда» (журнал «Неопалима Купина» — 2007. — ч.5/6), «Душа меча» (журнал «Неопалима Купина» — 2008. — ч.1/2), «Просте бажання»(журнал «Неопалима Купина» — 2008. — ч.5/6), «Пір'яні леви» (журнал «Неопалима купина» — 2009. ч.3/4), «Готуватися до безсмертя»(журнал «Неопалима купина» 2009 ч.5/6) «Без відречення нема відродження»(журнал «Неопалима купина» 2010 ч.1/2), «Примирення з майбутнім»(журнал «Січеслав» 2010 № 3(25)), (журнал «Неопалима купина» 2010 ч.3/4), («Українська літературна газета» 2010 № 15,16), «Примирение с будущим»(журнал «Сибирские огни» — 2010 №.11), «Туга правдолюбові», «Дамоклова земля»(журнал «Неопалима купина» — 2010. ч.5/6,"Українська літературна газета" 2011 № 4,5,6).
Його проза ввійшла в антології «Десять українських прозаїків. Десять українських поетів» (1995: уривок з роману «Осінь для ангела»), «Квіти в темній кімнаті» (1997: оповідання «Криниця для троянд»), «Вечеря на дванадцять персон» (1997: роман «Безодня»), хрестоматійний додаток «МУЕАЛ» (Плерома. — 1998. — Ч.3: уривки з роману «Безодня») та хрестоматію «Українське слово» (2001. — Кн. 4: уривки з роману «Щоденний жезл»), «Приватна колекція» — Вибрана українська проза та есеїстика кінця XX століття(Львів: ЛА «Піраміда» 2002), «Житомирський феномен», (спецвипуск часопису «Світло спілкування», Житомир, 2007 р.), «Служіння любові», журнал «Київ», (2005 — ч.4), «Сучасна українська література» (К.: 2007), в антологію «Українська мала проза ХХ століття» (Факт К.:2007).
Проза Пашковського перекладена англійською (17 і 18 розділи роману «Осінь для ангела» надруковані у журналі «Index on Cenzorship» (1992. — Nr.3) та оповідання «П'ятеро хлібин» (у перекладі — «Five Loaves and Two Fishes») уміщене в антології «From Three Worlds» (1996), вірменською (уривок з роману-есея «Щоденний жезл» під назвою «Смерть Бормана» надрукований у журналі «герун» («Весна») (1999. — Nr.4) та німецькою (уривок з роману «Безодня» уміщений в антології «Letzter Besuch in Tschornobyl»,Marburg (1994), уривок з роману «Щоденний жезл» під назвою «Чорнобильський джихад»(der heilige Krieg von Tschornobyl)в збірнику студій гете-інституту «Чорнобильський літературний апокаліпсис і дійсність»(Tschernobyl-Literarische Apokalyptik und Wirklichkeit)Goethe-Institut Kiew 1997), а оповідання «Криниця для троянд» — в антології «Ein Rosenbrunnen»,Brodina-Verlag Reichelsheim (1998), яке й дало їй назву) мовами; частина роману «Вседенный жезл», (журнал «Сибирские огни» 2009 № 10).
Перу Євгена належить і багато цікавих есе про художників та письменників, зокрема про Володимира Гарбуза, Василя Портяка, В'ячеслава Медведя, Михайла Григоріва, Володимира Цибулька, Віктора Шакулу та ін. Вони опубліковані у 1991–1994 рр. на сторінках «Слова», «Українських проблем», «Книжника review».
Знаменитою стала стаття Євгена «Література як злочин», виголошена як післяслово до премії доктора Михайла Дем'яніва «Свобода і мир для України» і опублікована у низці видань, зокрема газеті «Слово» (1993. — Ч.6), журналах «Дивосвіт» (1993. — Ч.1), «Основа» (1993. — Ч.24), першому випуску видання асоціації «Нова література» — «Український аналітичний клюб» (К., 1993) та ін.

### Особливості стилю письменника
«Євген Пашковський — письменник, пам'ять якого, як колись пам'ять давніх людей, зберігає неймовірну кількість образів, звуків і голосів, кольорів і смаків… І про що б він не писав — він завжди повертається додому, до себе. Але щоб дістатися — він змушений пройти через суцільні навали образів, звуків, кольорів… Він ніби захлинається від величезної кількості вражень… і ці враження захлинають його писання», — сказав про нього Василь Ґабор. Ще точніше, суттєвіше, висловився П.Загребельний, «Пашковський — один із найталановитіших митців не тільки в Україні, а й у цілій Європі. Якби його перекласти на світові мови, світ сильно здивувався б. Так писати — неможливо, так писати здатен тільки він» («Літературна Україна», 29 липня 2004, ст.1-3.), «Пашковський з мовою робить таке, що не снилося жодному письменникові. Подібного твору, з таким неспокоєм, не було в українській літературі за всі століття історії України. Так, як пише Пашковський, ніхто ніколи не писав і не писатиме в найближчих сто років. Це неможливо.»(«Українська газета»,№ 21, 7 грудня 2000).
Прозу Євгена Пашковського відносять до стилістичного потоку чи потоку свідомості та «соціальної клініки», та найдоречніше, називати її потоком мислення, лавою художніх узагальнень. На мою думку, він дуже вдало поєднує потік мислення з глибокою християнською традицією і біблійністю. Беззаперечним є те, що так про Содом і Гоморру, безумне пекло нашого життя і пекло в людських душах, давно у нас ніхто не писав. Євген постійно пише і про людей, які проходять безкінечні кола чистилища. Тому кожен з його творів дає підстави говорити про феномен Пашковського.
Невтримною навалою образів Євген нагадує і поганина, який стоїть на безлюдному березі моря й малює на піску чіткими і різкими лініями картину. Та накочується хвиля і змиває її, залишаючи ледь помітні обриси, а Євген уже малює на мокрому піску нову картину, новий образ. Читач перебуває у постійній напрузі, намагаючись запам'ятати всі образи й знайти між ними взаємозв'язок. Здається, Євген може малювати як завгодно довго, немовби прагнучи у лініях, кольорах і образах відшукати розгадку вічності; але таїна, власне, й криється у безкінечній зміні образів; часопотокові станів.
У його прозу дуже важко вчитатися, але так само важко і вийти з його світу образів. І читають Пашковського не для того, аби якнайшвидше дійти до останньої сторінки і довідатися, чим закінчиться твір. Тут зовсім інше. У японського письменника Сіньїтіро Накамури є оповідання «Дорога до замку», в якому йдеться про те, як одна сім'я усе життя шукає замок свого щастя. І от вони дійшли до його брами, відчиняють її, а там — порожнеча. Виявляється, що суть не в тому, щоб знайти замок, а суть — у самій дорозі. Такою мені бачиться і проза Євгена Пашковського. Його читають, щоб повернутися до себе і бодай на хвильку відчути Час, у якому перетікаємо у Вічність…
Оповідання «Закрита палата», яке згодом стало основою роману «Безодня», вперше надруковане у журналі «Прапор» (1990. — Ч.2), а «Криниця для троянд» — в «Авжеж!» (1991. — Ч.1), а есе у вигляді листа «Наслідуючи древніх (Лист до Салмана Рушді)» — у «Сучасності» (1993. — Ч.10). Згодом «Лист до Салмана Рушді» ввійшов без змін у роман-есей Євгена «Щоденний жезл». У романі «Безодня» було змінено ім'я героя оповідання «Закритої палати», тому й подаю його за останнім варіантом. Цікаво, що наприкінці 80-х рр. Валерій Шевчук у видавництві «Молодь», а Микола Рябчук у тодішньому «Українському письменнику» готували до друку антології молодої та авангардної прози, і одна з них навіть мала називатися «Криниця для троянд», але через економічну кризу ці задуми так і не були реалізовано.

## Твори

### Романи
- «Свято» (Дніпро. — 1989. — Ч.9, 10);
- «Вовча зоря» (К.: Молодь, 1991) — роман у новелах;
- «Щоденний жезл» (К.: Ґенеза, 1999) — роман-есей;
- «Безодня» (Львів.: Піраміда, 2005);
- «Осінь для ангела» (К.:"Нова література", 2006)

### Есеї
- «Одвічна Дорога» (журнал «Неопалима Купина» — 2006. — ч.5/6)
- «Крижана правда» (журнал «Неопалима Купина» — 2007. — ч.5/6)
- «Душа меча» (журнал «Неопалима Купина» — 2008. — ч.1/2)
- «Дамоклова земля» (журнал «Неопалима Купина» — 2010. — ч.5/6)
- «Примирение с будущим» (журнал «Сибирские огни» — 2010. № 11)